# أمارتيا سن

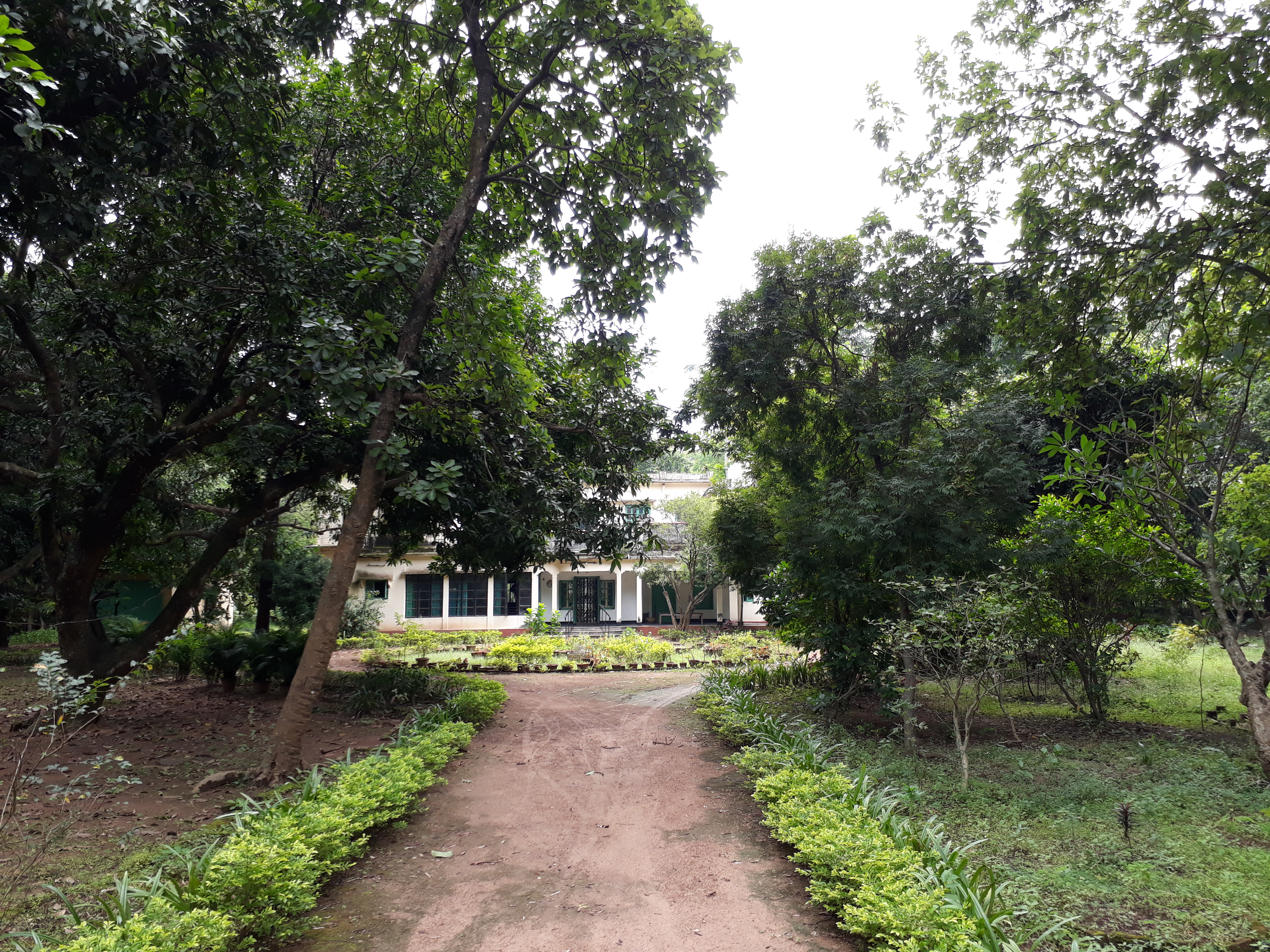
"براتيتشي" ، منزل سين في شانتينيكيتان

أمارتيا كومار سن (بالبنغالية: অমর্ত্য সেন)‏ حاصل على وسام رفقاء الشرف (ولد في 3 نوفمبر 1933)، هو اقتصادي هندي، درّس وعمل منذ عام 1972 في المملكة المتحدة والولايات المتحدة. قدم إسهامات في اقتصاد الرفاه، ونظرية الخيار الاجتماعي، والعدالة الاقتصادية والاجتماعية، والنظريات الاقتصادية للمجاعات، ونظرية اتخاذ القرار، واقتصاديات التنمية، والصحة العامة، ومؤشرات قياس رفاه مواطني الدول النامية. هو حاليًا أستاذ بجامعة توماس دبليو لامونت وأستاذ الاقتصاد والفلسفة في جامعة هارفارد. حصل على جائزة نوبل التذكارية في العلوم الاقتصادية في عام 1998 وجائزة بهارات راتنا الهندية عام 1999 عن عمله في اقتصاديات الرفاه.

## النشأة والتعليم

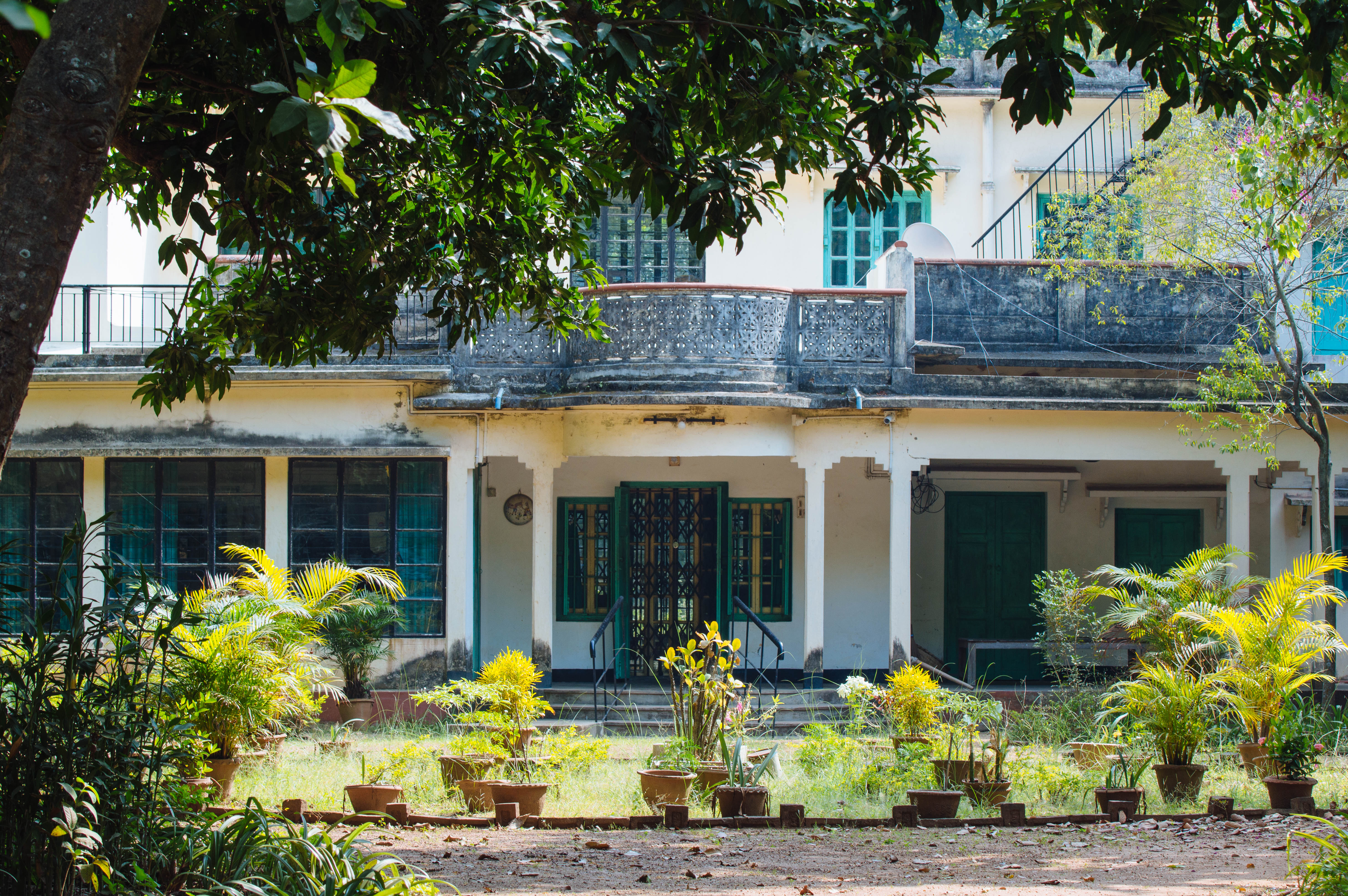
براتيتشي - منزل الحائز على جائزة نوبل أمارتيا سن في شانتينيكيتان، بولبور

ولد أمارتيا سن في أسرة هندوسية في البنغال، الهند البريطانية. كان روبندرونات طاغور هو من أعطى أمارتيا سن اسمه الذي يعني الخلود. كانت عائلة سن من واري ومانيكجانج، دكا، وكلاهما في بنغلاديش الحالية. كان والده أشوتوش سن أستاذًا جامعيًا في مادة الكيمياء في جامعة دكا، ومفوضًا للتنمية في دلهي. وكان رئيسًا للجنة إدارة الخدمة العامة في غرب البنغال. انتقل مع عائلته إلى ولاية البنغال الغربية في عام 1945. كانت والدة سن، أميتا سن، ابنة كشيتي موهان سن، السنسكريتي البارز والباحث في الهند القديمة والعصور الوسطى، والذي كان شريكًا مقربًا لروبندرونات طاغور. خدم كيه إم سن باعتباره ثاني نائب رئيس جامعة فيسفا بهاراتي من 1953-1954.
بدأ سن تعليمه المدرسي في مدرسة سانت جريجوري في دكا عام 1940. في خريف عام 1941، قُبل سن في باثا بهافانا، شانتينيكيتان، حيث أكمل تعليمه المدرسي هناك. كان للمدرسة العديد من الميزات المتقدمة. بالإضافة إلى ذلك، شددت المدرسة على التنوع الثقافي، واحتضنت التأثيرات الثقافية من بقية أنحاء العالم. في عام 1951، التحق بكلية بريزيدنسي، كلكتا، حيث حصل على درجة البكالوريوس في الاقتصاد بالمرتبة الأولى، مع تخصص فرعي في الرياضيات، كطالب متخرج من جامعة كلكتا. أثناء وجوده في الرئاسة، شُخص سن بإصابته بسرطان الفم، وقُدرت فرصة عيشه بما يقارب الخمس سنوات. مع العلاج الإشعاعي، نجا، وفي عام 1953 انتقل إلى كلية الثالوث، كامبريدج، حيث حصل على درجة البكالوريوس الثانية في الاقتصاد عام 1955 بالمرتبة الأولى، وتصدر القائمة أيضًا. في هذا الوقت، انتُخب رئيسًا لمجلس كامبريدج. بينما كان سن رسميًا طالب دكتوراه في كامبريدج (على الرغم من أنه أنهى بحثه في 1955-1956)، عُرض عليه منصب الأستاذ الأول والرئيس الأول لقسم الاقتصاد في جامعة جادافبور المنشأة حديثًا في كلكتا. وكان أصغر رئيس مجلس إدارة يتولى رئاسة قسم الاقتصاد. شغل هذا المنصب، بدءًا من قسم الاقتصاد الجديد، من 1956 إلى 1958.
في غضون ذلك، انتُخب سن لمنحة الزمالة في كلية الثالوث، والتي منحته أربع سنوات من الحرية لفعل أي شيء يحبه. اتخذ قرارًا جذريًا بدراسة الفلسفة. أوضح سن: «كان توسيع دراساتي في الفلسفة مهمًا بالنسبة لي ليس فقط بسبب ارتباط بعض مجالات اهتمامي الرئيسية في الاقتصاد ارتباطًا وثيقًا بالتخصصات الفلسفية (على سبيل المثال، تستخدم نظرية الخيار الاجتماعي المنطق الرياضي بشكل مكثف وتعتمد أيضًا على الفلسفة الأخلاقية، وكذلك دراسة عدم المساواة والحرمان)، ولكن لأنني أيضًا وجدت أن الدراسات الفلسفية مجزية للغاية بمفردها». ومع ذلك، يعود اهتمامه بالفلسفة إلى أيام دراسته الجامعية، حيث قرأ كتبًا عن الفلسفة وناقش الموضوعات الفلسفية. كان من أكثر الكتب التي كان مهتمًا بها هو كتاب كينيث أرو الاختيار الاجتماعي والقيم الفردية.
في كامبريدج، كان هناك مناقشات كبيرة بين مؤيدي اقتصاد كينزي والاقتصاديين الكلاسيكيين الجدد الذين شككوا في كينز. بسبب الافتقار للحماس لنظرية الخيار الاجتماعي في كل من كليتي الثالوث وكامبريدج، اختار سن موضوعًا مختلفًا لأطروحة الدكتوراه، والتي كانت عن «اختيار التقنيات» في عام 1959.

## أهم أقواله
¤《إن إنسانيتنا المشتركة تتعرض لتحديات وحشية عندما توحد التقسيمات المتنوعة في العالم في نظام تصنيف واحد مهيمن مزعوم-يعتمد على الدين، أو الجالية، أو الثقافة، أو الأمة، أو الحضارة》
¤《إن فرض هوية فريدة زعما، هو غالبا أحد المكونات الحاسمة من «الفن القتالي» لإثارة المواجهات الطائفية》
¤《إن صراعات الهوتو والتوتسي، والصرب و الألبان، والتاميل و السريلانكيين، على سبيل المثال، يمكن إعادة تفسيرها بمفردات تاريخية متغطرسة، ترى في هذه الصراعات شيئا أكبر كثيرا من دناءة وخسة و جور السياسات المعاصرة》
¤《إساءة الوصف، وخطأ التصور والإدراك يمكن أن يجعلا العالم أكثر هشاشة مما هو بالفعل》
¤《إن تجاهل كل شيء إلا الدين معناه طمس حقيقة الاهتمامات التي تحرك الناس لتوكيد هوياتهم التي تتجاوز الدين بكثير》
مصدر الأقوال: كتاب الهوية والعنف(سلسلة عالم المعرفة رقم 352)

## وصلات خارجية
- أمارتيا سن على موقع IMDb (الإنجليزية)
- أمارتيا سن على موقع الموسوعة البريطانية (الإنجليزية)
- أمارتيا سن على موقع مونزينجر (الألمانية)
- أمارتيا سن على موقع إن إن دي بي (الإنجليزية)